# Synagoga w Lęborku
Synagoga w Lęborku – zbudowana około 1827 roku. Podczas nocy kryształowej z 9 na 10 listopada 1938 roku, bojówki hitlerowskie spaliły synagogę. Po zakończeniu II wojny światowej nie została odbudowana.